# Es lebe der König, der Vater im Lande, BWV Anh. 11
Es lebe der König, der Vater im Lande, BWV Anh. 11 (Llarga vida al Rei, el veritable pare de la nació) és una cantata perduda de Bach, estrenada a Leipzig el 3 d'agost de 1732, per a l'onomàstica del príncep elector Frederic August I de Saxònia; el llibret és de Picander i forma part de la quarta part del recull Ernst-Schertzhaffte und Satyrische Gedicthe (Poemes seriosos, graciosos i satírics). Possiblement, alguns moviments foren aprofitats posteriorment en altres obres, com el primer que fou parodiat en el cor inicial de la cantata BWV 215.